# Monte Santo Elias
O Monte Santo Elias é a segunda montanha mais alta dos Estados Unidos e o segundo mais alto do Canadá. Situa-se na fronteira entre o Alasca e o Yukon. Fica cerca de 40 km a sudoeste do Monte Logan, o mais alto do Canadá. É a 53.ª montanha mais proeminente do mundo.
É notável a proximidade de uma montanha tão alta como o Monte Santo Elias ao mar. De facto, situa-se a cerca de 16 km de Icy Bay, um fiorde, dando-lhe um declive acentuado, como o do Monte McKinley ou alguns do Himalaia.
Foi escalado pela primeira vez em 1897 pelo príncipe Luís Amadeu de Saboia, duque dos Abruzos, e membro da casa de Saboia. Só voltou a ser escalado em 1946. Nos dias de hoje é raramente escalado devido às terríveis condições atmosféricas causadas pela proximidade ao oceano.